# (34726) 2001 QA25
2001 QA25 (asteroide 34726) é um asteroide da cintura principal. Possui uma excentricidade de 0.09939310 e uma inclinação de 21.77068º.
Este asteroide foi descoberto no dia 16 de agosto de 2001 por LINEAR em Socorro.